# 이지테크
이지테크(영어: Easy Tech)는 2009년경 설립된 중국 게임기업이다. 플레이스토어, 앱스토어, 닌텐도등 다양한 플랫폼에서 전략게임을 선보이는 게임기업이자, 모바일 턴제 전략게임을 주로 제작한다.
유명한 게임은 [[월드 정복자 3]]가 있다.

## 제작 게임
- The Myth Of Heroes Legend
- 유럽전쟁
- American Revolutionary War
- Parking Star
- War of the Gods
- Panzer Elite
- 유럽전쟁 2
- Cosmos Runner
- 세계 정복자 1945
- Fortress under Siege
- 유럽전쟁 3
- 세계 정복자 2
- Parking Star 2
- 장군의 영광
- 장군의 영광: 태평양
- 유럽전쟁 4
- 삼국합전
- 세계 정복자 3
- 장군의 영광 2
- 유럽전쟁 5
- 세계 정복자 4
- 유럽전쟁 6
- 위대한 정복자: 로마
- 유럽전쟁 6:1914
- 장군의 영광 3
- 유럽전쟁 7: 중세